# Almaty
Almaty (Kazachs: Алматы, Almaty; in het nieuwe Latijnse alfabet: Almatı, tot 1994: Alma-Ata) is de grootste stad in Kazachstan met ruim 2,16 miljoen inwoners.

## Naam en inwoners
Almaty ligt heel decentraal, het ligt in het uiterste zuidoosten van het land. Vanaf het centrum van de stad gerekend ligt de grens met Kirgizië zo'n 25 kilometer naar het zuiden en de grens met de Volksrepubliek China ligt, hemelsbreed, 300 kilometer naar het oosten.
De stad heette in tsaristisch Rusland Verny (Верный). Van 1921 tot 1994 was de officiële naam Alma-Ata. Sindsdien is de officiële naam Almaty. Tot 1997 was Almaty de hoofdstad van Kazachstan, daarna werd dat Astana. De Kazachse naam Almaty betekent rijk aan appelen of, volgens minder aangehaalde bronnen, sterke berg. De vorige naam van de stad, Alma-Ata werd soms verkeerd vertaald als grootvader-appel. In de omgeving van de stad is wel een flinke diversiteit aan appelen te vinden.
Van de inwoners is 51% Kazach, 33% Rus en 5,7% Oeigoer.
De stad is herhaaldelijk geteisterd door aardbevingen en modderstromen. Op 11 maart 2010 stortten twee dammen in de nabijheid van Almaty in. De oorzaak van het instorten was de druk van smeltwater na zware sneeuwval. Hierbij vielen 43 doden.
In de stad bevindt zich het Almaty Museum of Arts.

## Universiteiten
Almaty telt een aantal universiteiten, waaronder:
- Ablai Khan Universiteit van Kazachstan voor Internationale Relaties en Wereldtalen
- Kazakh American University
- Nationale Al-Farabi Universiteit van Kazachstan
- Nationale Eurazische L. N. Gumilyov Universiteit
- Nationale Pedagogische Abai Universiteit van Kazachstan
- Satbayev Universiteit
- Kimep University

Tevens is er de Kazachse Academie van Wetenschappen gevestigd.

## Klimaat
Almaty kent een vochtig continentaal klimaat, volgens de klimaatclassificatie van Köppen Dfa, met hete zomers en koude winters. De jaarlijkse gemiddelde temperatuur is 9 °C. De koudste maand is januari met een gemiddelde van −6 °C en de warmste is juli met een gemiddelde van meer dan 23 °C. Er valt tussen de 600 en 700 millimeter neerslag per jaar. De meeste neerslag valt in het voorjaar, in april en mei. De stad wordt omgeven door bergen, hetgeen de circulatie van de lucht belemmert.
| Maand                       | jan   | feb   | mrt   | apr   | mei  | jun  | jul  | aug  | sep  | okt   | nov   | dec   | Jaar  |
| --------------------------- | ----- | ----- | ----- | ----- | ---- | ---- | ---- | ---- | ---- | ----- | ----- | ----- | ----- |
| Hoogste maximum (°C)        | 18,2  | 19,5  | 28    | 33,2  | 35,1 | 39,3 | 41,6 | 40,5 | 38,1 | 31,1  | 25,4  | 19,2  | 41,6  |
| Gemiddeld maximum (°C)      | −0,9  | 0,4   | 7,1   | 16,6  | 21,8 | 26,6 | 29,7 | 28,7 | 23,5 | 15,8  | 6,5   | 0,7   | 14,8  |
| Gemiddelde temperatuur (°C) | −6    | −5    | 2,2   | 11    | 16,2 | 20,9 | 23,5 | 22,1 | 16,7 | 8,9   | 1,6   | −3,8  | 9     |
| Gemiddeld minimum (°C)      | −10,6 | −9,1  | −2,4  | 5,6   | 10,8 | 15,1 | 17,6 | 16,3 | 11   | 4,4   | −3,1  | −8,4  | 4     |
| Laagste minimum (°C)        | −30,1 | −37,7 | −24,8 | −10,9 | −7   | 2    | 7    | 4,7  | −3   | −11,9 | −34,1 | −31,8 | −37,7 |
|                             |       |       |       |       |      |      |      |      |      |       |       |       |       |
| Neerslag (mm)               | 32    | 37    | 71    | 104   | 107  | 64   | 32   | 26   | 30   | 62    | 55    | 33    | 653   |
| Bron: (ru) Weer en klimaat  |       |       |       |       |      |      |      |      |      |       |       |       |       |

## Bezienswaardigheden
Er staat een van de hoogste televisietorens ter wereld, de televisietoren van Almaty. In het oosten ligt Nationaal Park Ile-Alatau. De Christus Hemelvaartkathedraal, gebouwd in 1907, met een hoogte van 56 meter na het Periklooster in Roemenië het hoogste houten gebouw ter wereld. In het centrum van de stad bevinden zich het Panfilovpark en het Centraal park voor cultuur en vrije tijd. 
De Luchthaven Almaty is de grootste luchthaven van Kazachstan. Hij ligt op zo'n 15 kilometer van het centrum van Almaty.

## Sport
De stad is bekend vanwege de hooggelegen Medeo-ijsbaan. In het verleden werden daar vele wereldrecords geschaatst. Sinds de bouw van overdekte ijsbanen in de jaren tachtig is deze openluchtbaan echter minder belangrijk geworden. In 2011 werden in Almaty en Astana de Aziatische Winterspelen georganiseerd. Op de Medeo-ijsbaan werd het Bandy-toernooi van deze Aziatische Winterspelen gehouden.
Almaty was kandidaat voor de organisatie van de Olympische Winterspelen 2022. Het verloor de stemming van het IOC nipt van Peking.
Kairat Almaty is de professionele voetbalclub van Almaty. De club is meervoudig landskampioen van Kazachstan en was de succesvolste voetbalclub van Kazachstan toen het land deel uitmaakte van de Sovjet-Unie.
In juni 2024 vonden de Aziatische kampioenschappen wielrennen plaats in Almaty.

## Partnersteden
- Daegu (Zuid-Korea)
- Istanboel (Turkije)
- Tel Aviv (Israël)
- Tucson (Verenigde Staten)

## Geboren in Alma-Ata / Almaty
- Vladimir Zjirinovski (1946-2022), Russisch politicus
- Kassim-Zjomart Tokajev (1953), politicus; president van Kazachstan sinds 2019
- Adil Bestybaev (1959-2024), componist en musicus
- Viktor Sjasjerin (1962), langebaanschaatser
- Igor Potapovich (1967), polsstokhoogspringer
- Olga Sjisjigina (1968), atlete
- Moerat Nasyrov (1969), Russisch zanger
- Joeri Soerkov (1970), wielrenner
- Vadim Sajoetin (1970), Russisch schaatser
- Dmitri Fofonov (1976), wielrenner
- Roeslana Korsjoenova (1987-2008), model
- Roestam Omarov (1987), voetbalscheidsrechter
- Zarina Diyas (1993), tennisspeelster
- Denis Ten (1993-2018), kunstschaatser
- Dmitri Balandin (1995), zwemmer
- Jevgeni Kosjkin (2002), schaatser